# Otholobium diffidens
Otholobium diffidens là một loài thực vật có hoa trong họ Đậu. Loài này được J.W. Grimes miêu tả khoa học đầu tiên năm 1990.